# MAN (企業)
MAN（エム・アー・エヌ、MAN SE、旧社名MAN AG）は、ドイツの自動車・機械メーカーである。マンとも表記する。社名の由来は、マシーネンファブリーク･アウクスブルク･ニュルンベルク（Maschinenfabrik Augsburg-Nürnberg）の頭文字であり、「アウクスブルク・ニュルンベルク機械工場」を意味する。フォルクスワーゲングループの企業である。

## 概要

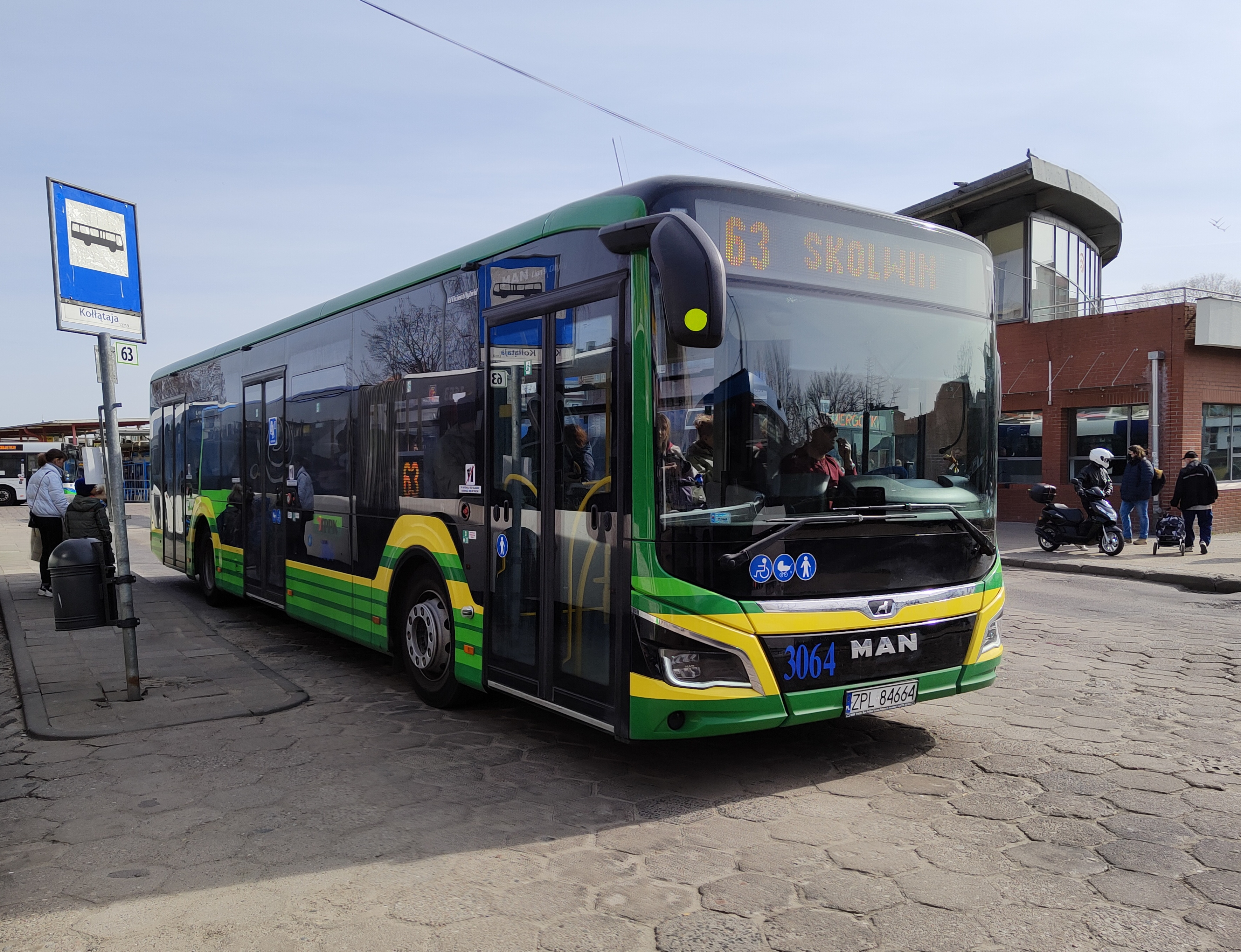
MAN ライオンズ・シティ12 バス

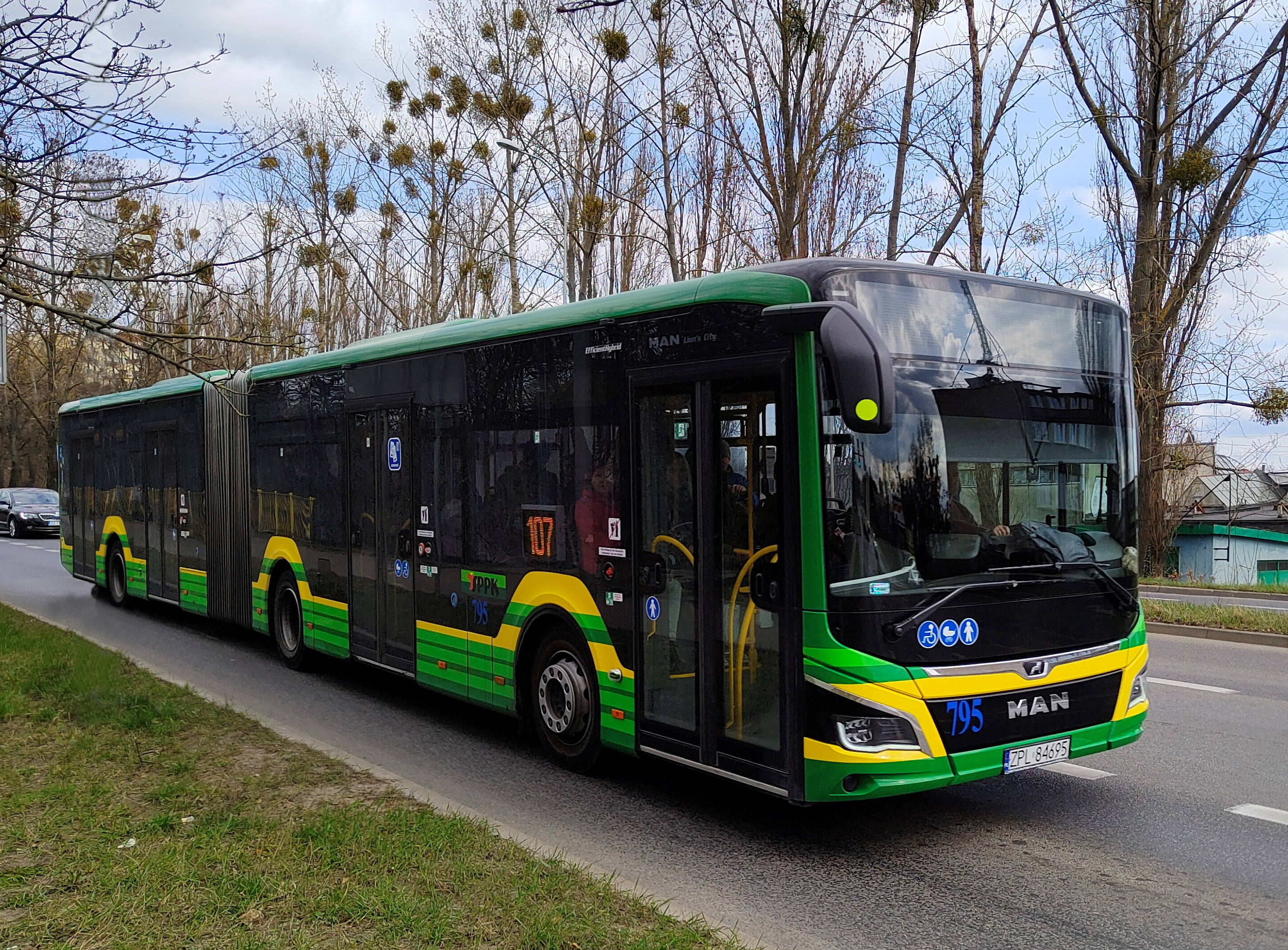
MAN ライオンズ・シティ18 連節バス

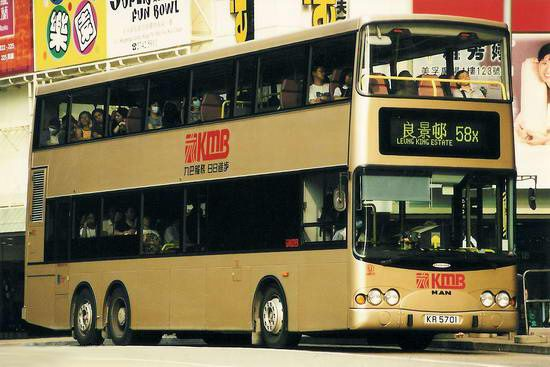
MAN 24.310 2階建バス

ディーゼルエンジンのパイオニアで、開発者のルドルフ・ディーゼルを擁していたことで有名。アメリカのビジネス誌『フォーチュン』の「グローバル企業ランキング500社」にも挙げられている。
ドイツのトラック市場ではダイムラーに次いで2位の24%のシェアを誇り、数々のトラック・オブ・ザ・イヤー、コーチ・オブ・ザ・イヤー（観光バス部門）を受賞している。フロントのエンブレムはライオンがかたどられ、1996年から発売された大型バス「ライオンズ・シティ」のように車名にもライオンが含まれる。
2008年には、フォルクスワーゲンのブラジル法人である「フォルクスワーゲン・ド・ブラジル」のバス、トラック部門を買収した。なお買収後の現在でも、現地ではフォルクスワーゲンブランドで販売されている。
売上高の半分近くを自動車部門が占めるが、業務用印刷機等も生産している。 かつては鉄道車両の製造もしていたが、鉄道車両部門はアドトランツを経て、現在はボンバルディア・トランスポーテーションの一部分となっている。

## 主な事業会社
MAN Truck & Bus SE
商用車、自動車用エンジンの製造。MAN Truck & Bus AG
MAN Diesel & Turbo SE
舶用ディーゼル主機、発電用各種エンジン、舶用推進器、タービン機械、過給機の設計開発・製造。MAN Diesel & Turbo SE
MAN Latin America
ブラジル、メキシコなどラテンアメリカにおいて商用車の製造・販売。MAN Latin America

## 年表
- 1840年 - アウクスブルク機械工業（Maschinenfabrik Augsburg AG ）創業
- 1841年 - ニュルンベルク機械工学（Maschinenbau-AG Nürnberg ）創業
- 1898年 - Maschinenbau-AG NürnbergおよびMaschinenfabrik Augsburg AGが合併しMAN発足
- 1900年 - ドイツ初の6色輪転機開発
- 1902年 - ヴッパータールのモノレール敷設
- 1923年 - 直接噴射式ディーゼルエンジンを開発
- 1937年 - MANミュージアム開設
- 1943年 - V号戦車パンター
- 1955年 - ミュンヘンでトラックの生産開始
- 1971年 - ビュッシング（英語版）を買収し、バス製造部門に進出。アリアン宇宙プロジェクトに参加。
- 1981年 - バーマイスター&ウェイン（英語版）（B&W）の舶用ディーゼル部門を買収し、MANの舶用大型ディーゼル部門はMAN B&W Diesel AG となる。
- 1988年 - 中・高速大型ディーゼルの開発企業SEMT ピルスティクの株式の50%を取得する。2016年末現在、MAN SEは同社の株式の100%を所有している。
- 1990年 - 世界初の100%低床式LRVを発表
- 1999年 - ミュンヘン国際空港で水素エンジンのバスを試験運行
- 2000年 - GECからAlstom Engines Ltdを獲得。ネオプラン、ERF、Starの商標を継承。スイスのスルザーからタービン部門スルザー・ターボを継承する。
- 2001年 - バス部門 Neomanと発電機・過給機部門 MAN Turbo SEを創設する。
- 2006年 - MAN Diesel AGは MAN Diesel SEに法人種別を変更し、舶用大型ディーゼル部門 MAN B&W Diesel AGは MAN Diesel SEに統合される。
- 2010年 - MAN SEの大型ディーゼル部門 MAN Diesel SEと 過給機・発電機部門 MAN Turbo AGが合併し、MAN Diesel & Turbo SEとなる。
- 2011年 - MAN Nutzfahrzeuge は MAN Truck & Bus AGに社名変更する。フォルクスワーゲンはMAN SEの主要株主となる。
- 2012年 - フォルクスワーゲンはMAN SEへの株式保有率を75.03%に上げ、MAN SEはフォルクスワーゲンの子会社となる。

## 日本におけるMAN
MANの現地法人が存在せず日本ではまだマイナーな存在だが、下記のような実績がある。

### バス

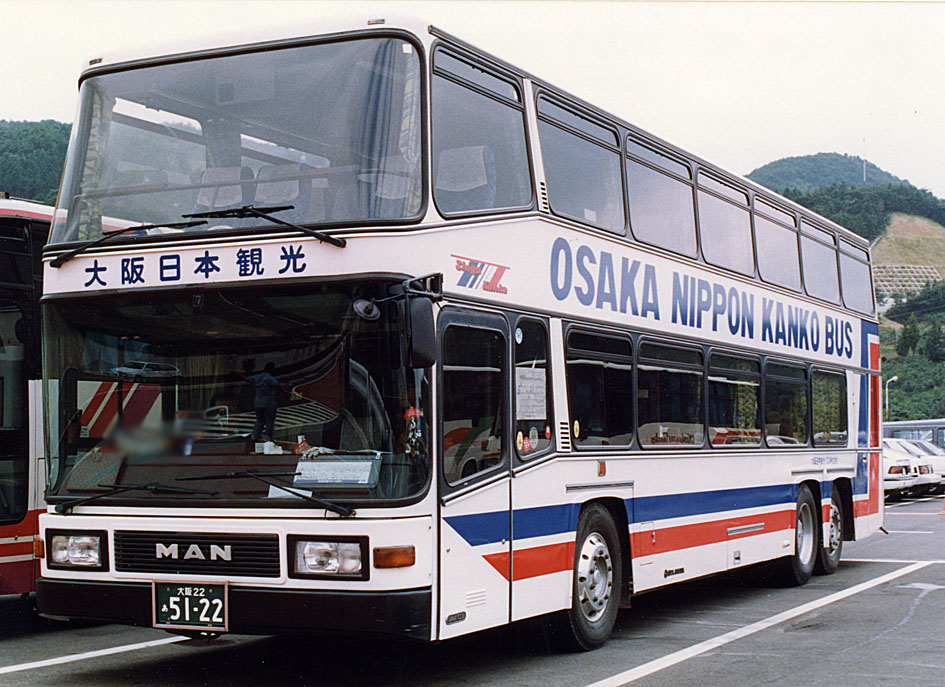
大阪日本観光 MAN22.280HOCR

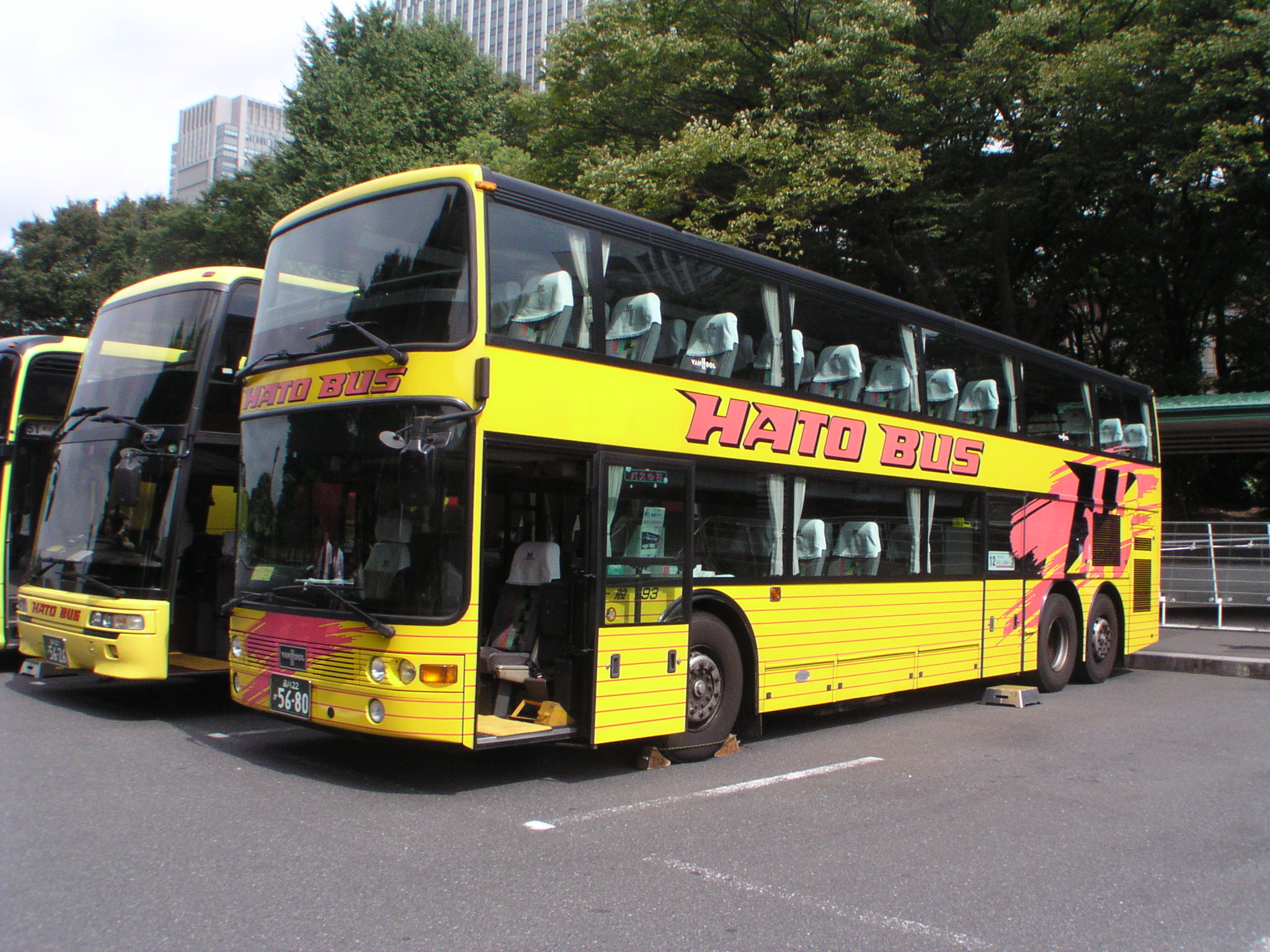
MAN製エンジン搭載のバス「アストロメガ」

1980年代初期に起こった輸入二階建てバスブームの時期に、バウルC.S.B商事（中央観光バスの関連会社）によってMAN製二階建てバスが輸入された。ネオプラン車よりも廉価に導入できることがセールスポイントで、日本に輸入された車両における外観上の特徴としては、他社のダブルデッカーが前中扉仕様であるのに対し、前扉のみで中扉がなかったことが挙げられる（最終期の車両では中扉を装備した車両も存在した）。主に大阪府の中央観光バスと大阪日本観光に導入され、中央観光バスではアンダーフロアコックピット(UFC)仕様のスーパーハイデッカーも2台導入されたが、全体的には少数派にとどまった。1986年の輸入を最後に新規導入は途絶えており、2006年現在の稼動車はごくわずかとみられる。
なお、バンホール製のセミダブルデッカー「アストロン」では、MAN製エンジンを搭載していた。ダブルデッカー「アストロメガ」でははとバス購入車がMAN製エンジンを搭載している。ニュージーランド・デザインライン製タービン電気バスのシャーシはオーストラリアMANが製造している。
2001年のネオプラン買収で NEOMAN のバスが誕生したが、日本に輸入されているネオプラン車の多くがダイムラー製のエンジンを採用するため、2006年10月現在でMAN製エンジンを搭載しているネオプラン車は、神奈川中央交通に導入された連節バス「ツインライナー」（ネオプランでの車種名は「セントロライナー」）の4台と、日の丸自動車興業が輸入した左ハンドルのトランスライナー・ユーロライナーがある。

### トラック
2006年10月現在、国内に輸入されたMAN製トラックはまだ少ない。

### 鉄道車両
| DF50 1号機（ズルツァーエンジン） |  | DF50 573号機（MANエンジン） |
| DF50 1号機（ズルツァーエンジン） |  | DF50 573号機（MANエンジン） |

国鉄DF40形ディーゼル機関車の発電機用エンジンや国鉄DF50 501 - 573号機の発電機用エンジンとして採用された。なお、2001年に買収したズルツァー社製のエンジンも、国鉄DD50形ディーゼル機関車の発電機用エンジンやDF50 1 - 65号機の発電機用エンジンに採用されていた。

### 船舶用エンジン

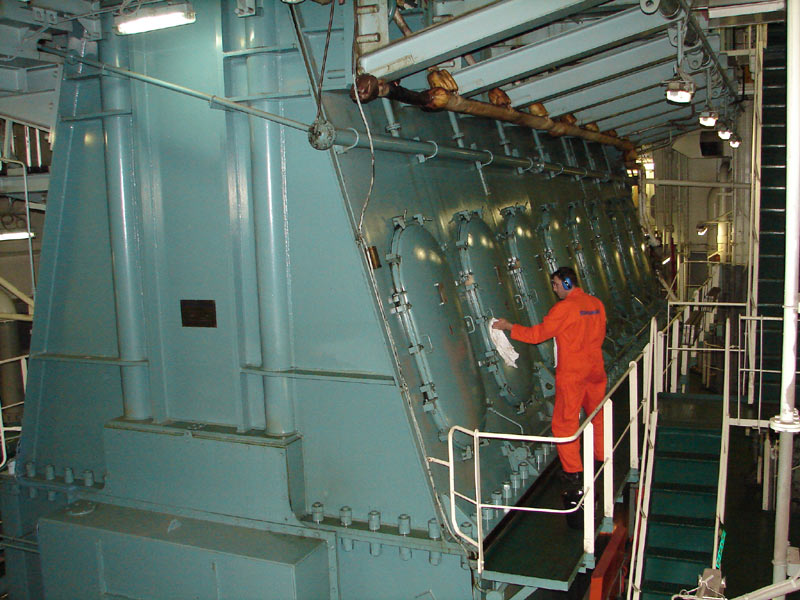
巨大タンカー「Algarve」のMan B&W製のディーゼル機関（25,800kW、7気筒）

戦前から潜水艦用ディーゼルエンジンが採用されており、戦後は川崎重工業、三菱重工、三井造船(現在の三井E&S)がライセンシーとなり、長年川崎MANB&Wディーゼルエンジン、三菱MANB&Wディーゼルエンジン 、三井MANB&Wディーゼルエンジンを製作している。
大型2サイクル舶用エンジンでは世界シェア8割を超えるトップメーカーであり、MANブランド低速ディーゼルエンジンにおいて、三井造船は国内シェア6割を超えるトップメーカー、世界でも2位の生産数を誇る。飛鳥2に搭載されている主機関は、三菱MANB&W58/64。
海上自衛隊潜水艦向けの12V25/25Sシリーズや日本国有鉄道青函連絡船向け4サイクルエンジンが有名。2025年頃、MANブランドで三井造船がアンモニア炊き主機関を世界初製造予定。

## 車種一覧

### バス
- Lion's City city/interurban bus
- Lion's Classic city/interurban bus
- Lion's Regio interurban bus
- Americana city bus
- NM 223/283
- NL/ÜL 313/363 F (LF)
- NL 202/232 (LF)
- NL 262/263/273 R
- NG 263/313/363 F (LF)
- ND 243 F
- 10.225 FOCL midi coach
- 11.190 HOCL midi (LF)
- 12.220 HOCL
- 14.280 HOCL
- 12.220 HOCL-NL
- 14.220 HOCL-NL
- 16.200
- 18.220/ 260/ 280 HOCL-SL
- 18.220/ 260/ 280/ 310/ 360 HOCL-SÜ
- 18.220/ 260/ 310 HOCL-NL (LF)
- 18.260/ 310/ 360/ 410/ 460 HOCL
- 24.310/ 360/ 410/ 460 HOCLN
- 28.310 HGOCL

### トラック
- LE Series
- FE Series
- HX Series - 軍用トラック（「19式装輪自走155mmりゅう弾砲」の車体に使用）
- SX Series - 軍用トラック
- TGL Series, with ハイブリッドトラック ( MAN TGL OPTISTRANG and TGL EDA).
- TGM Series
- TGA Series
- TGX/S Series
- ERF - a UK only brand, bought from Western Star (which soon after became part of フライトライナー) in 2000年
- Hazmat tender
- Angloco foam tender
- Command unit

### その他
- マン燃焼室（マンねんしょうしつ）- MAN社が開発した、直接燃料噴射式ディーゼルエンジンの燃焼室のこと。